# Stanley J. Korsmeyer
Stanley Joel Korsmeyer (8 juin 1950 - 31 mars 2005) est un chercheur américain connu pour ses travaux sur les lymphomes à cellules B et l'apoptose. Né et éduqué dans l'État américain de l'Illinois, Korsmeyer passe la majeure partie de sa carrière comme professeur à la faculté de médecine de l'université de Washington, puis au Dana-Farber Cancer Institute. Il se fait connaître au début des années 1980 en tant que chercheur à l'Institut national du cancer. C'est là qu'il a co-découvert la cause génétique de la plupart des cas de lymphome folliculaire cancéreux, la dérégulation du gène Bcl-2. Korsmeyer créé ensuite son propre laboratoire à l'Université Washington de Saint-Louis, étudiant plus en détail le rôle de Bcl-2 en biologie cellulaire. Les travaux de son groupe élargissent le paradigme des gènes responsables du cancer, fournissant le premier exemple de la manière dont l’interférence avec la mort cellulaire programmée pourrait conduire au développement du cancer. Korsmeyer rédige plus de 250 articles scientifiques au cours de sa carrière. Il est élu à l'Académie nationale des sciences des États-Unis à l'âge de 45 ans. Korsmeyer est décédé d'un cancer du poumon en 2005, à l'âge de 54 ans.

## Jeunesse et éducation
Stanley Joel Korsmeyer est né à Beardstown, dans l'Illinois, le 8 juin 1950, de Willard et Carnell Korsmeyer. Ses parents sont des éleveurs de porcs : Willard Korsmeyer a hérité de la ferme fondée par ses arrière-arrière-grands-parents, et Carnell Korsmeyer est un ancien président du National Pork Board. Dès son plus jeune âge, Stanley Korsmeyer, qui préfère« Stan », se montre intéressé par la médecine vétérinaire. Il est très impliqué dans son club 4-H local et, à 14 ans, une paire de porcs Hampshire qu'il élève est nommée grand champion de l'Illinois State Fair, faisant de lui la plus jeune personne de l'histoire de la foire à recevoir cet honneur,. À un moment donné, l'un de ses premiers mentors, le vétérinaire local Robert Goodin, lui conseille d'envisager plutôt une carrière en biologie.
Korsmeyer étudie la biologie en premier cycle à l'Université de l'Illinois à Urbana-Champaign, obtenant son BS en 1972. Il poursuit ensuite ses études de médecine à la faculté de médecine de l'Université de l'Illinois à Chicago. C'est ici que le talent de Korsmeyer est reconnu par le chef de la division d'hématologie, Paul Heller, qui encourage Korsmeyer à poursuivre une carrière de chercheur,. Heller organise la première expérience de recherche de Korsmeyer avec Robert Strickland à l'Université du Nouveau-Mexique, qui aboutit à la première publication scientifique de Korsmeyer, un article de 1975 dans PNAS,. Korsmeyer obtient son doctorat en médecine en 1976, puis part à l'Université de Californie à San Francisco pour son internat et sa résidence. En 1979, il rejoint les National Institutes of Health des États-Unis en tant que chercheur sous la direction de Thomas A. Waldmann (en),. En collaboration avec le groupe de Philip Leder, Korsmeyer définit la translocation chromosomique à l'origine de la plupart des lymphomes folliculaires, en nommant le gène affecté Bcl-2.

## Carrière universitaire

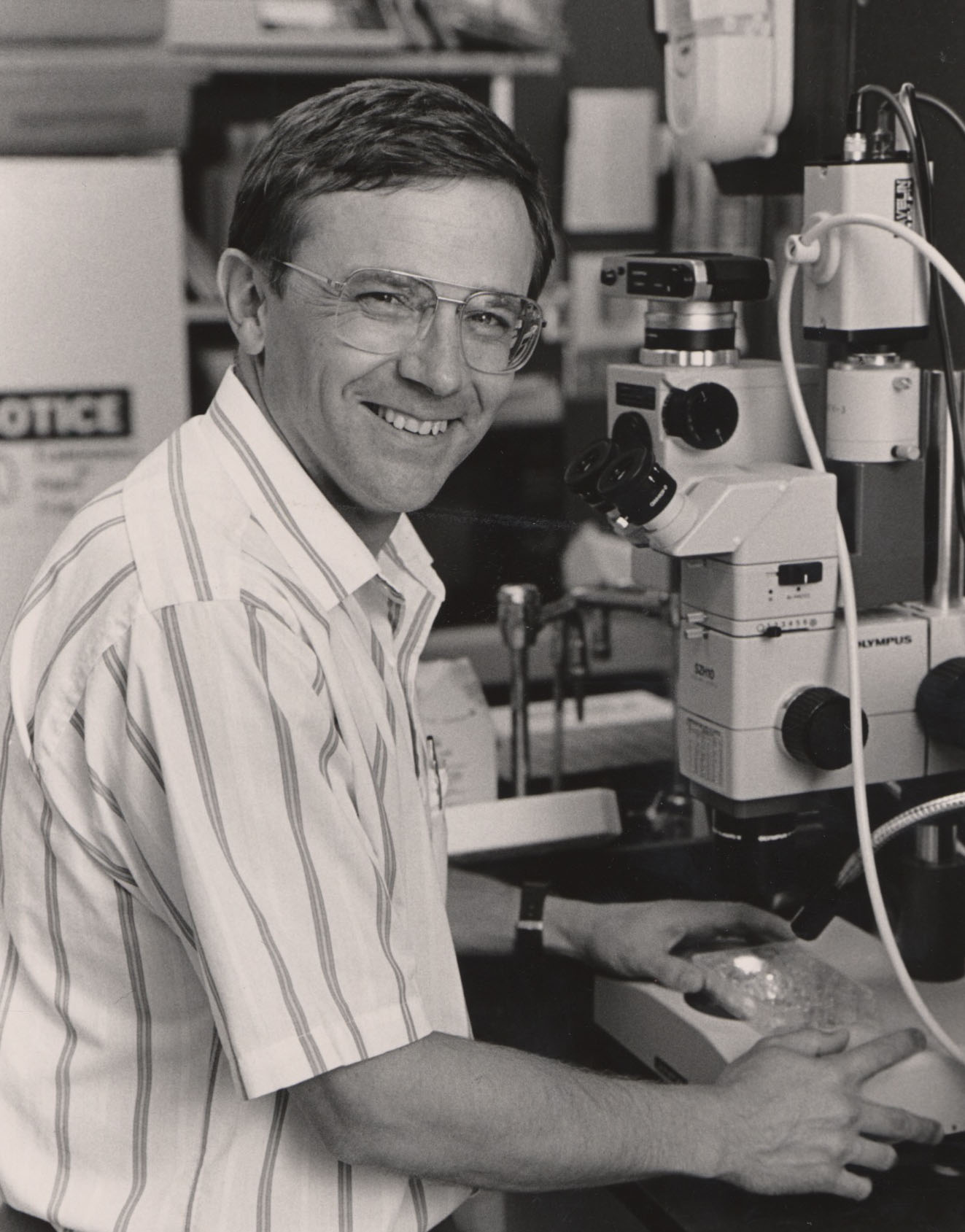
Korsmeyer dans son laboratoire à l'Université de Washington

En 1982, Korsmeyer est promu chercheur principal au National Cancer Institute. Quelques années plus tard, en 1986, il transfère son laboratoire au département de médecine de la faculté de médecine de l'université de Washington, devenant finalement professeur de médecine, directeur de la division d'oncologie médicale et chercheur Howard Hughes,. Là, son groupe continue à travailler sur les lymphomes à cellules B, montrant que les souris surexprimant Bcl-2 dans leurs cellules B développent des cellules B à longue durée de vie qui accumulent d'autres mutations, conduisant finalement au cancer. Il s’agit du premier exemple établissant la mort cellulaire dérégulée comme une voie vers l'oncogenèse, plutôt que simplement la prolifération cellulaire dérégulée. Le groupe de Korsmeyer définit ensuite le rôle de Bcl-2 dans la physiologie normale des cellules B et T et montre que de nombreux types de cellules ont besoin de Bcl-2 pour leur développement normal. En 1990, le groupe de Korsmeyer découvre que Bcl-2 réside généralement dans les mitochondries, ce qui suscite de nouvelles recherches sur la manière dont les protéines mitochondriales régulent la mort cellulaire. Ils définissent ensuite le mécanisme par lequel les mitochondries influencent l'Apoptose – via Bcl-2 et une famille de protéines apparentées, notamment BID, BAD et BAX. Korsmeyer synthétise ce travail dans un « modèle rhéostat » de régulation de la mort cellulaire, dans lequel la mort cellulaire est régie par l'équilibre des protéines pro- et anti-mort cellulaire. En démontrant cette théorie, son groupe montre que les cellules cancéreuses peuvent être tuées soit en bloquant la protéine anti-mort Bcl-2, soit en activant la protéine pro-mort BAX.
En 1998, Korsmeyer est recruté à la Harvard Medical School pour occuper le poste de professeur Sydney Farber de pathologie et de médecine ainsi que de directeur du programme d'oncologie moléculaire du Dana-Farber Cancer Institute. Là, son groupe poursuit ses recherches sur les régulateurs mitochondriaux de l'apoptose, définissant le mécanisme par lequel Bcl-2 et le Bcl-xL apparenté séquestrent les régulateurs pro-mort. Sans suppression de Bcl-2, BID et d'autres régulateurs de la mort cellulaire oligomérisent BAX et BAK, initiant ainsi la voie de la mort cellulaire. Ces travaux sur les régulateurs de l’apoptose révèlent également des rôles pour ces protéines en dehors de l’apoptose. Le groupe de Korsmeyer décrit le rôle de BAX et BAK dans le maintien des niveaux de calcium dans le réticulum endoplasmique de la cellule, celui de BAD dans la régulation de la glycolyse via la glucokinase et celui d'une autre protéine anti-apoptotique MCL1 dans le développement des cellules sanguines.
Au cours de sa carrière scientifique, Korsmeyer publie plus de 250 articles scientifiques, dont 23 ont été cités plus de 500 fois au moment de sa mort. Quarante de ses boursiers postdoctoraux occupent ensuite leurs propres postes de professeurs. Korsmeyer est élu à l'Académie nationale des sciences à l'âge de 45 ans, ainsi qu'à l'Institut national de médecine, à l'Académie américaine des arts et des sciences et à la Société américaine de philosophie,. Il reçoit de nombreuses récompenses pour ses recherches, notamment un prix Bristol-Myers Squibb, le prix Charles S. Mott, le prix international de la Fondation Pezcoller -American Association for Cancer Research et la médaille Stratton de l'American Society of Hematology. Il reçoit le premier prix ASCI de la Société américaine d'investigation clinique, rebaptisé Stanley J. Korsmeyer Award en son honneur en 2006. La même année, la faculté de médecine de l'université de Washington crée la conférence annuelle Stanley J. Korsmeyer Memorial, qui invite chaque année un biologiste cellulaire renommé à l'école pour prendre la parole.

## Vie privée
Au cours de sa résidence à San Francisco, Korsmeyer rencontre et épouse l'infirmière en oncologie Susan Reynard. Ils ont deux fils ensemble. Korsmeyer reçoit un diagnostic de cancer du poumon au début de 2004. Malgré sa maladie, il continue à travailler au laboratoire jusqu'à la fin. Il est décédé le 31 mars 2005 d'un cancer du poumon à Boston, Massachusetts,.